# Tramtabum
Tramtabum (v originále Rantanplan) je fiktivní pes z komiksů Luckyho Luka, vytvořených duem Morris a René Goscinny.

## Charakter
Tramtabum je pes, který je hloupější než jeho vlastní stín. Obvykle jen následuje Luckyho Luka a baví čtenáře svojí hloupostí. Občas na někoho vyskočí (obvykle na Joa Daltona nebo Luckyho Luka), čímž jej odzbrojí a vyřadí z boje. Obvykle se ale netrefí.
Tramtabum je oficiálně policejní pes hlídající vězně, ale většinu času stráví spaním na vězeňském nádvoří. Občas je dokonce připoután k zápěstí Joa Daltona. Tramtabum bere toto připoutání jako citové pouto a Joa jako svého milujícího majitele. Ve skutečnosti Joe Tramtabuma nesnáší, ale jeho úsilí zbavit se "toho zabedněnce" si Tramtabum špatně vykládá. Tramtabum vždy na slovo poslechne Mámu Daltonovou.
Lucky Lukův kůň Jolly Jumper (velmi inteligentní zvíře) Tramtabumem také opovrhuje, hledě na něj jako na velký omyl přírody.

## Překlady
V anglickém překladu Lucky Lukových komiksů nebo filmů je pojmenován Rin Tin Can nebo Bushwack.

## Výskyt v komiksech
- La Mascotte (1987, Dargaud)
- Le Parrain (1988, Dargaud)
- Rantanplan otage (1992, Lucky Productions)
- Le Clown (1993, Lucky Productions)
- Bêtisier 1 (1993, Lucky Productions)
- Bêtisier 2 (1993, Lucky Productions)
- Le Fugitif (1994, Lucky Productions)
- Bêtisier 3 (1995, Lucky Productions)
- Le Messager (1995, Lucky Productions)
- Les Cerveaux (1996, Lucky Productions)
- Le Chameau (1997, Lucky Productions)
- Bêtisier 4 (1998, Lucky Productions)
- Le Grand Voyage (1998 Lucky Productions)
- Bêtisier 5 (2000, Lucky Comics)
- La Belle et le Bête (2000, Lucky Comics)
- Bêtisier 6 - Le Noël de Rantanplan (2001, Lucky Comics)
- Le Chien plus bête que son ombre (2000, Lucky Comics)
- Chien perché ! (2002, Lucky Comics)
- Haut les pattes ! (2003, Lucky Comics)
- Le Joli Cœur (2003, Lucky Comics)

Tramtabum se v česky přeložených příbězích Luckyho Luka objevil v:
- Lucky Luke Tortilly pro bratry Daltonovy (1)
- Lucky Luke Dalton City (4)
- Lucky Luke Máma Daltonová (8)
- Lucky Luke Tramtabumovo dědictví (12)
- Lucky Luke Poklad Daltonových (16)
- Daisy Town (film)
- Balada o Daltonových (film)
- Lucky Luke na Divokém Západě (film)